# 奧克艾蘭 (北卡羅萊納州)
奧克艾蘭（英語：Oak Island）是一個位於美國北卡羅萊納州不倫瑞克縣的城鎮。

## 人口
根據2020年美國人口普查的數據，奧克艾蘭的面積為53.43平方千米，當中陸地面積為49.91平方千米，而水域面積為3.52平方千米。當地共有人口8396人，而人口密度為每平方千米157人。